# Siggjo
Le Siggjo est un sommet du Vestland, en Norvège, constituant le point culminant de l'île de Bømlo.